# Frans van Stampart
Frans van Stampart (Anversa, 12 giugno 1675 – Vienna, 3 aprile 1750) è stato un pittore, incisore e editore fiammingo.
Artista di una certa reputazione come ritrattista di sovrani europei, aristocratici e alti prelati. Ebbe una carriera internazionale, che lo portò alla corte di Vienna dove lavorò come pittore della imperiale. È anche noto come coeditore di due pubblicazioni che illustrano la collezione d'arte imperiale di Vienna e per le quali ha realizzato anche alcune incisioni.

## Biografia

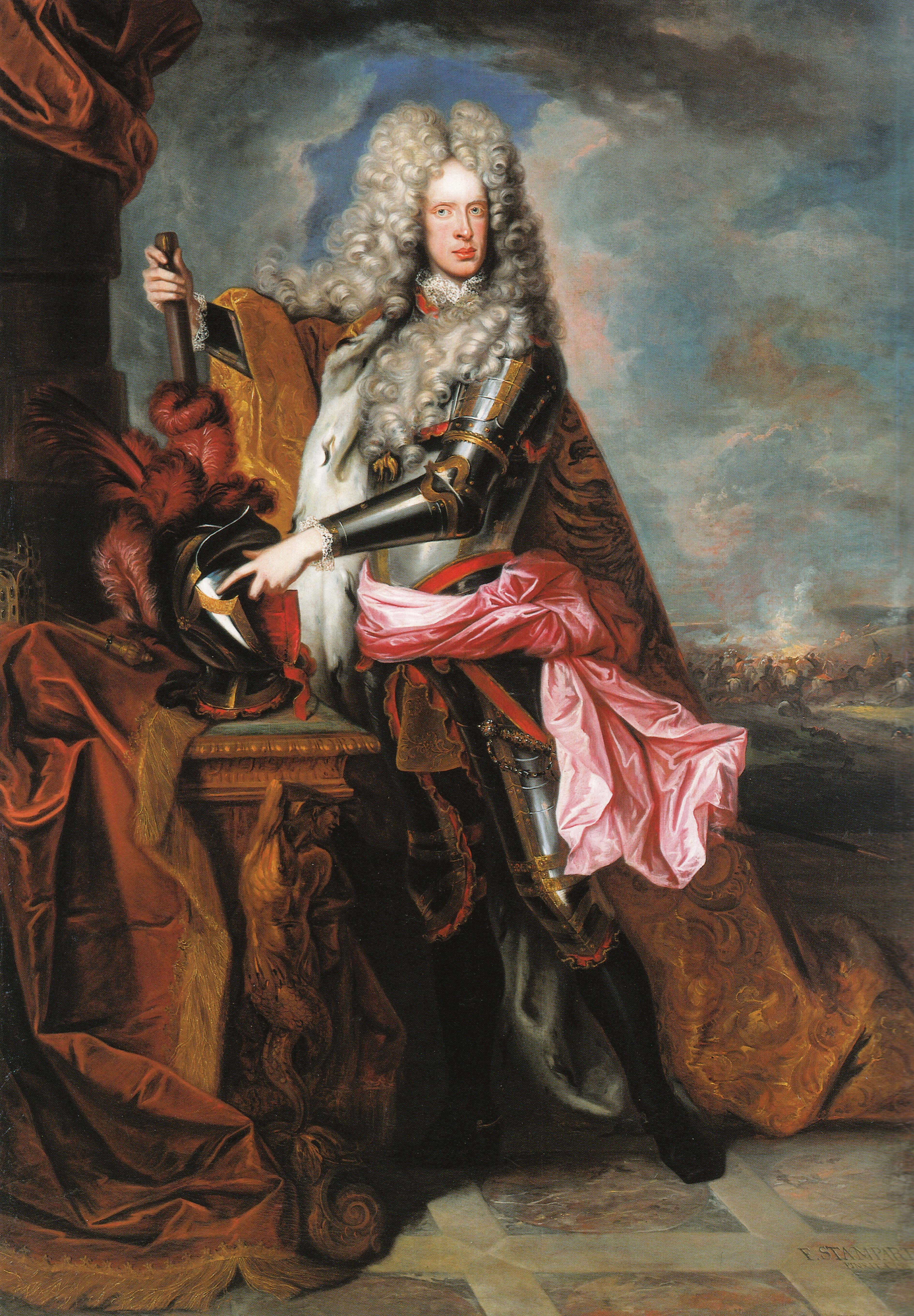
L'imperatore Giuseppe I con la tenuta da generale davanti a una scena di battaglia, Bayerische Schlösserverwaltung, Monaco

Frans van Stampart fu battezzato nella chiesa di San Giacomo ad Anversa il 12 giugno 1675. Dal 1689 iniziò la sua formazione presso il poco noto Gislein van der Sijpen (o Gielein Peeter van der Sypen).
Divenne membro della Gilda di San Luca di Anversa nel 1693-94 e in questa città rimase attivo per altri cinque anni dipingendo ritratti nello stile di Pieter Thijs, uno dei principali ritrattisti dei Paesi Bassi meridionali. Queste opere paiono essere state apprezzate dall'imperatore Leopoldo I o che lo fece chiamare a Vienna per nominarlo pittore di corte nel 1698. In questo ruolo dipinse ritratti dell'imperatore, della sua consorte e dei principi reali e anche di molti nobili austriaci e tedeschi.
Dopo la morte dell'imperatore, mantenne il suo incarico di corte sotto i successivi sovrani Giuseppe I e Carlo VI e Maria Teresa.  Van Stampart fu attivo anche come incisore e collaborò con il pittore e incisore di corte Anton Joseph von Prenner a un volume intitolato Theatrum artis pictoriae (1728-1733). I due artisti collaborarono nuovamente nel 1735 a un'altra pubblicazione, il Prodromus, che illustra la collezione d'arte imperiale.
Rimase sempre attivo a Vienna fino alla morte nel 1750.

## Opere

### Ritrattista
Frans van Stampart era conosciuto principalmente come ritrattista dell'élite. I suoi soggetti erano membri della famiglia imperiale di Vienna e di altre famiglie reali, nobili tedeschi, austriaci e inglesi e alti prelati. Il suo stile era inizialmente vicino a quello di Pieter Thijs. Sue opere si trovano ora nei musei dei Musei Reali di Belle Arti del Belgio, Bruxelles, Kunsthistorisches Museum, Musée des Beaux-Arts d'Orléans e nei castelli tedeschi e austriaci tra cui Drosendorf, Greillenstein, Pommersfelden e Schloss Rastatt.

### Editore della collezione d'arte imperiale
Frans van Stampart e Anton Joseph von Prenner hanno iniziato a collaborare nel progetto del Theatrum artis pictoriae, una pubblicazione probabilmente ispirata dal nuovo allestimento della collezione d'arte imperiale nella galleria di Stallburg. Il programma prevedeva la pubblicazione di trenta volumi di stampe che dovevano illustrare l'intera collezione. Ne furono stampati però solo quattro tra il 1728 e il 1733, ciascuno  contenente quaranta incisioni su rame a piena pagina. Le prime due tavole espongono le planimetrie delle gallerie con le vedute di sei sale. La resa dei dipinti non è sempre molto dettagliata e talvolta alcune porzioni dei dipinti risultano distorte. Non è chiaro quali siano stati i criteri adottati nella selezione dei dipinti, inoltre la pubblicazione non offre alcuna spiegazione storica o artistica. Comunque un particolare esito dell'opera di von Prenner e van Stampart fu quello di rappresentare per la prima volta in una pubblicazione le opere dell'antica vecchia tedesca.
A causa delle difficoltà connesse al lavoro preparatorio e del conseguente protrarsi nei tempi del Theatrum, von Prenner e van Stampart pubblicarono il Prodromus (titolo completo: Prodromus, seu Praeambulare lumen reserati portentosae magnificoe theatri, quo omnia ad aulam caesaream in Augustissimae suae caesareae), a Vienna nel 1735. Lo scopo era fornire un'anteprima dei volumi del Theatrum che dovevano ancora vedere la luce e una panoramica delle opere già pubblicate. Come nel Theatrum vengono riprese una planimetria e la tavola con le vedute di sei sale, seguono poi le tavole che illustrano le pareti delle gallerie, completamente ricoperte da quadri incorniciati. Nelle 24 tavole si riproducono 960 dipinti di 230 pittori e quattro pagine mostrano 228 sculture, rilievi, gemme e medaglie della collezione. Una delle migliorie del Prodromus rispetto al Theatrum è che, a partire dalla tavola 8, la resa dei dipinti non è più rovesciata specularmente. La pubblicazione godette del sostegno delle alte sfere, e infatti alcuni importanti aristocratici incisero qualche tavola: il conte Leopold Windischgraetz (tavola 9), i conti Anton e Johann Nepomuk Csáky (tavole 11 e 13) e Maria Barbara Lemperg (tavola 12).

## Galleria d'immagini

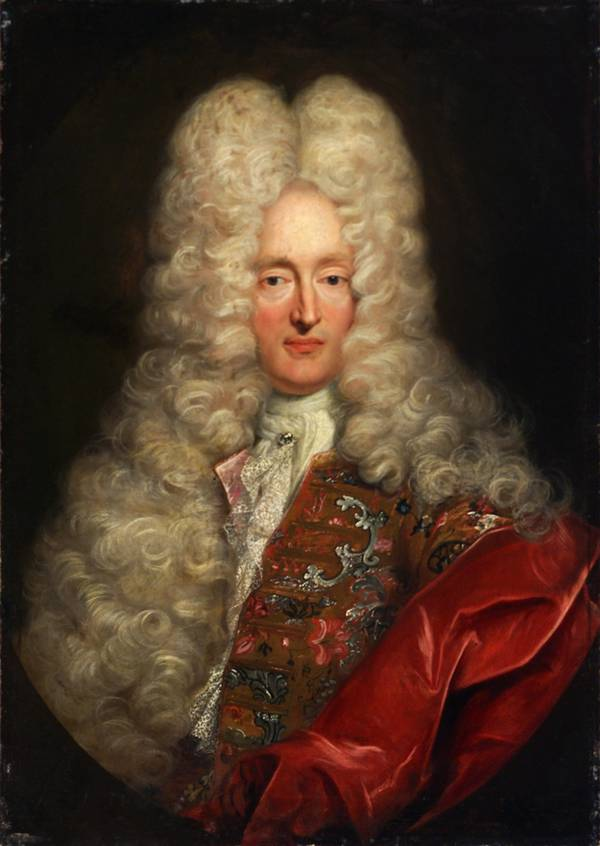
Anton III, duca di Montfort, Museo di Salisburgo
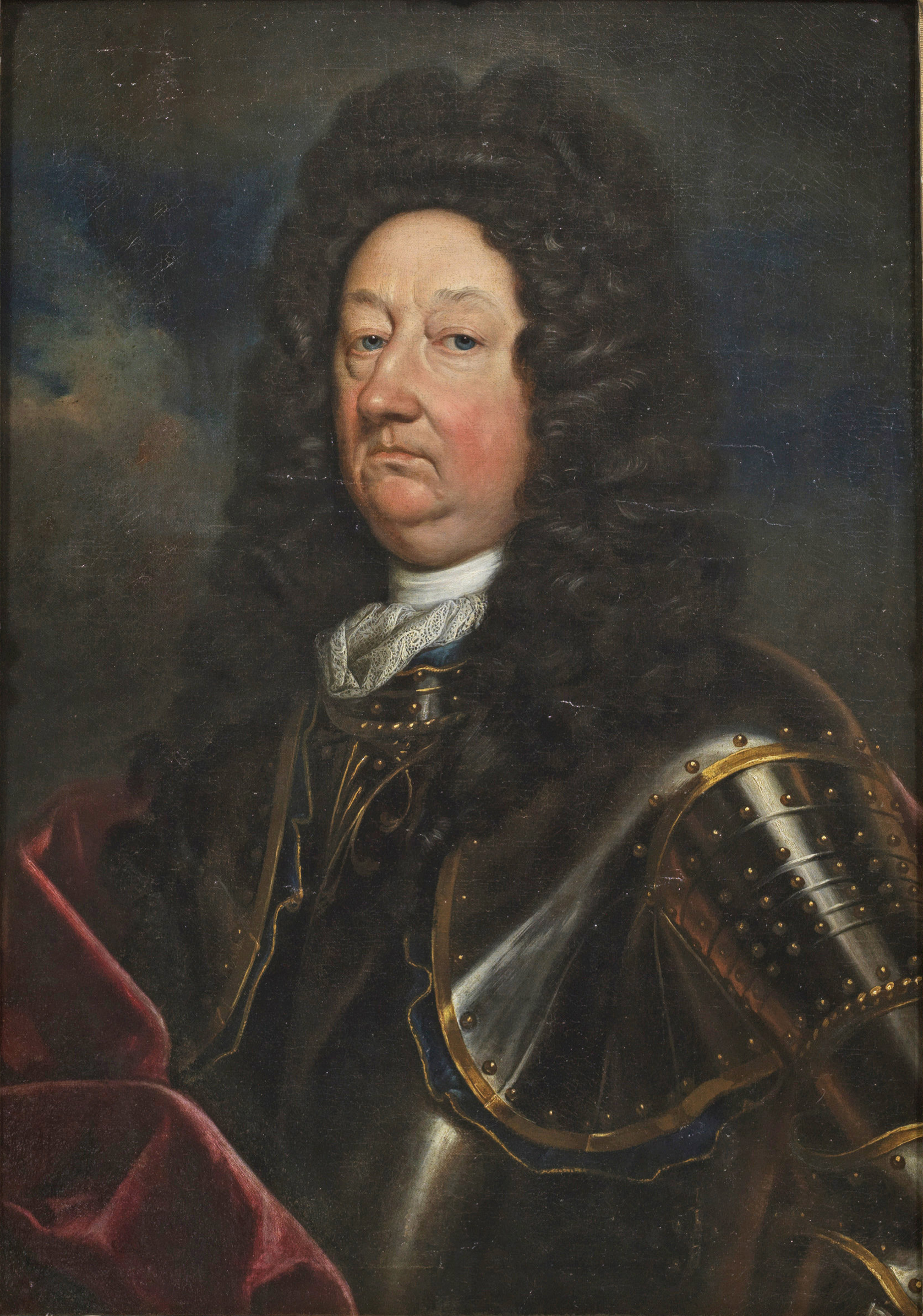
Ritratto del duca di Perponcher-Sedlnitzky, collezione privata
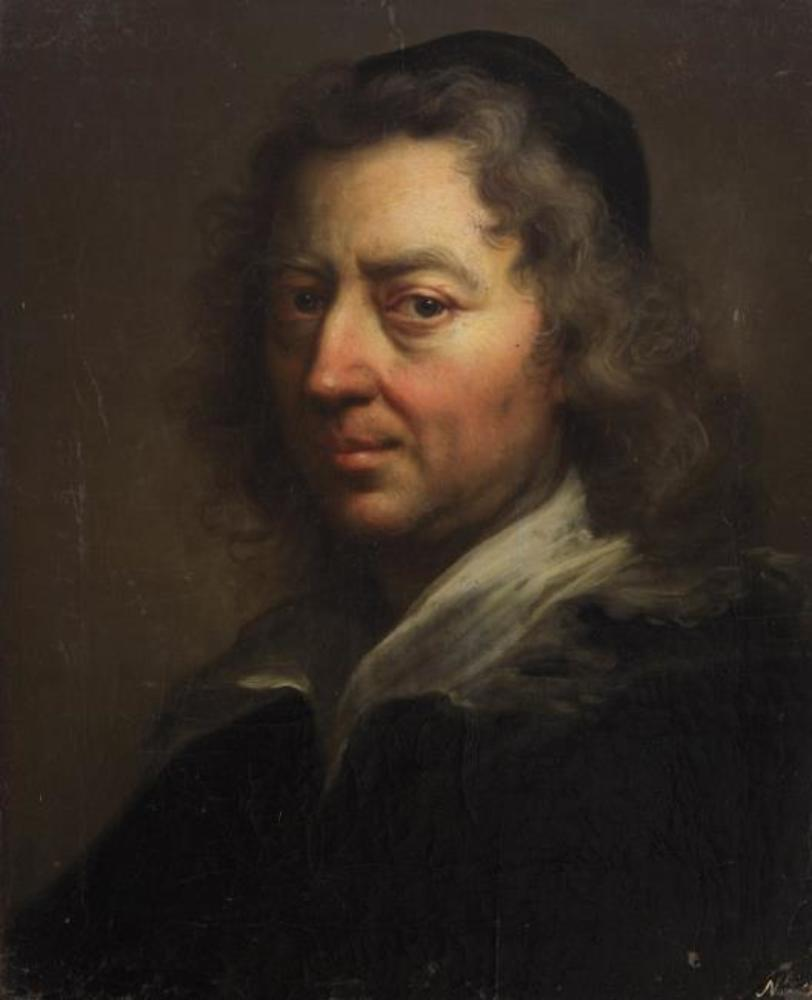
Ritratto di un prelato, Kunsthistorisches Museum
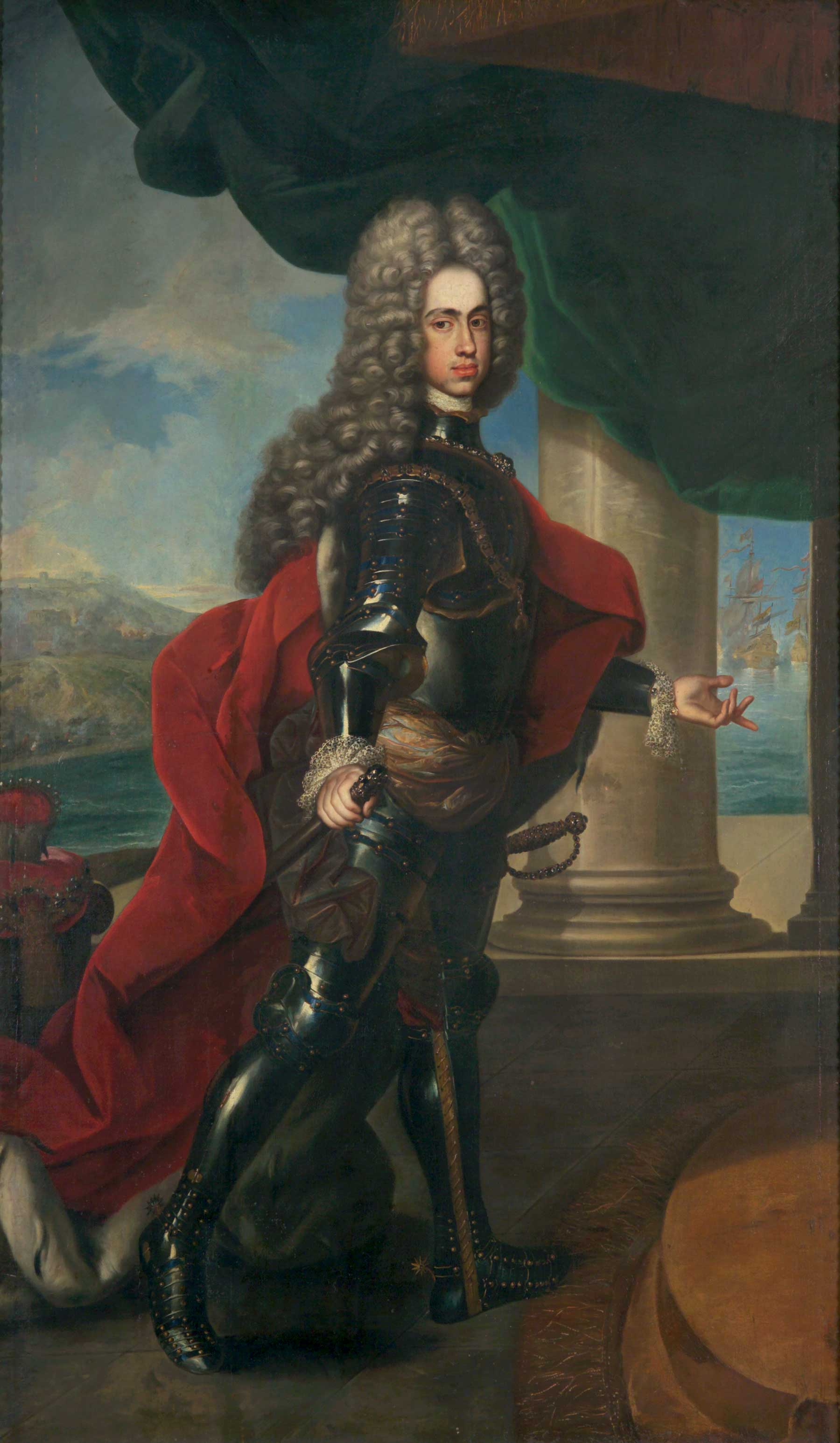
Carlo III davanti al porto di Barcellona, Kunsthistorisches Museum

Selezione di stampe dal Prodromus
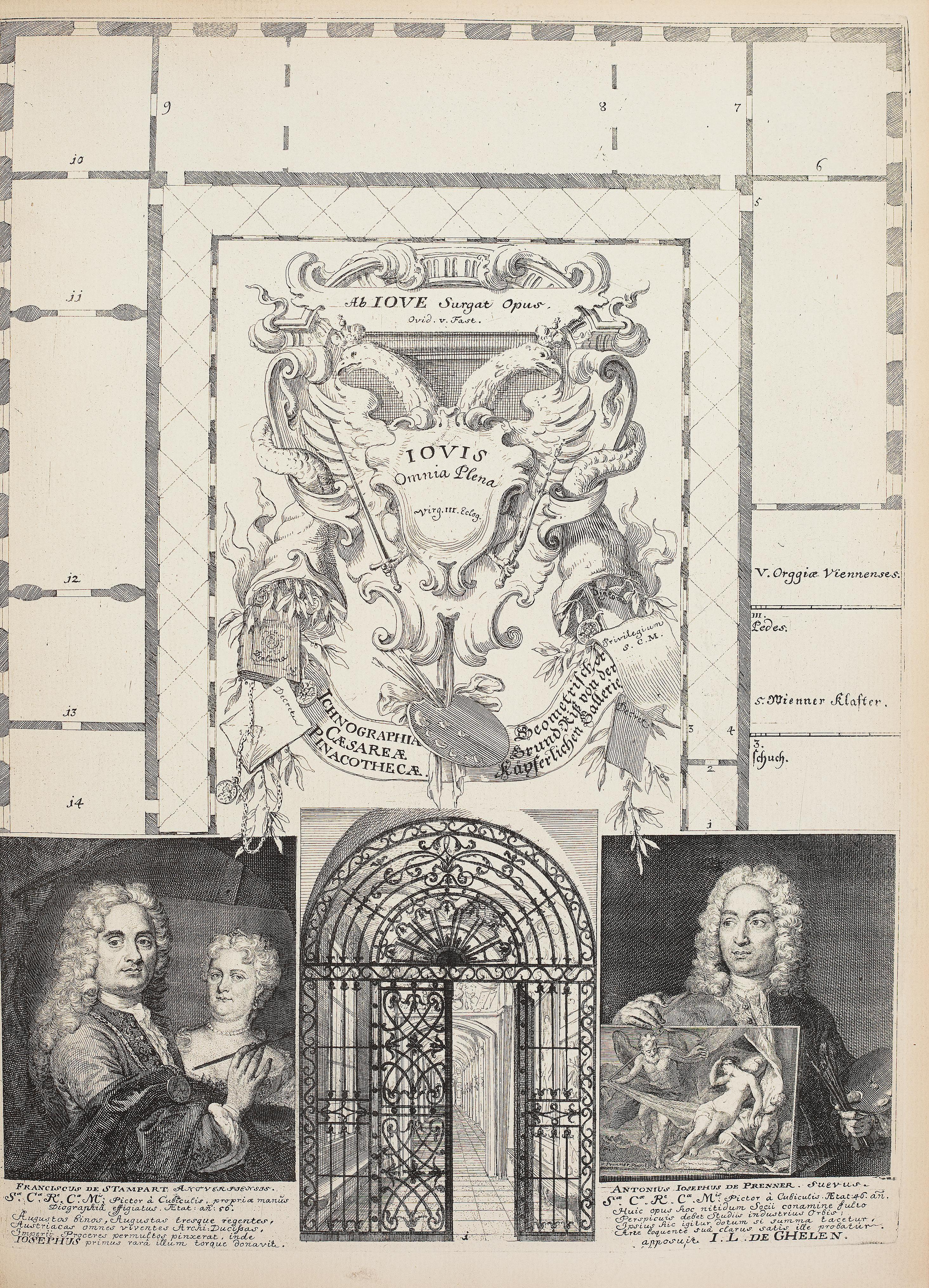
Pianta della collezione di Stallburg con i ritratti degli editori, Frans van Stampart e Anton Joseph von Prenner
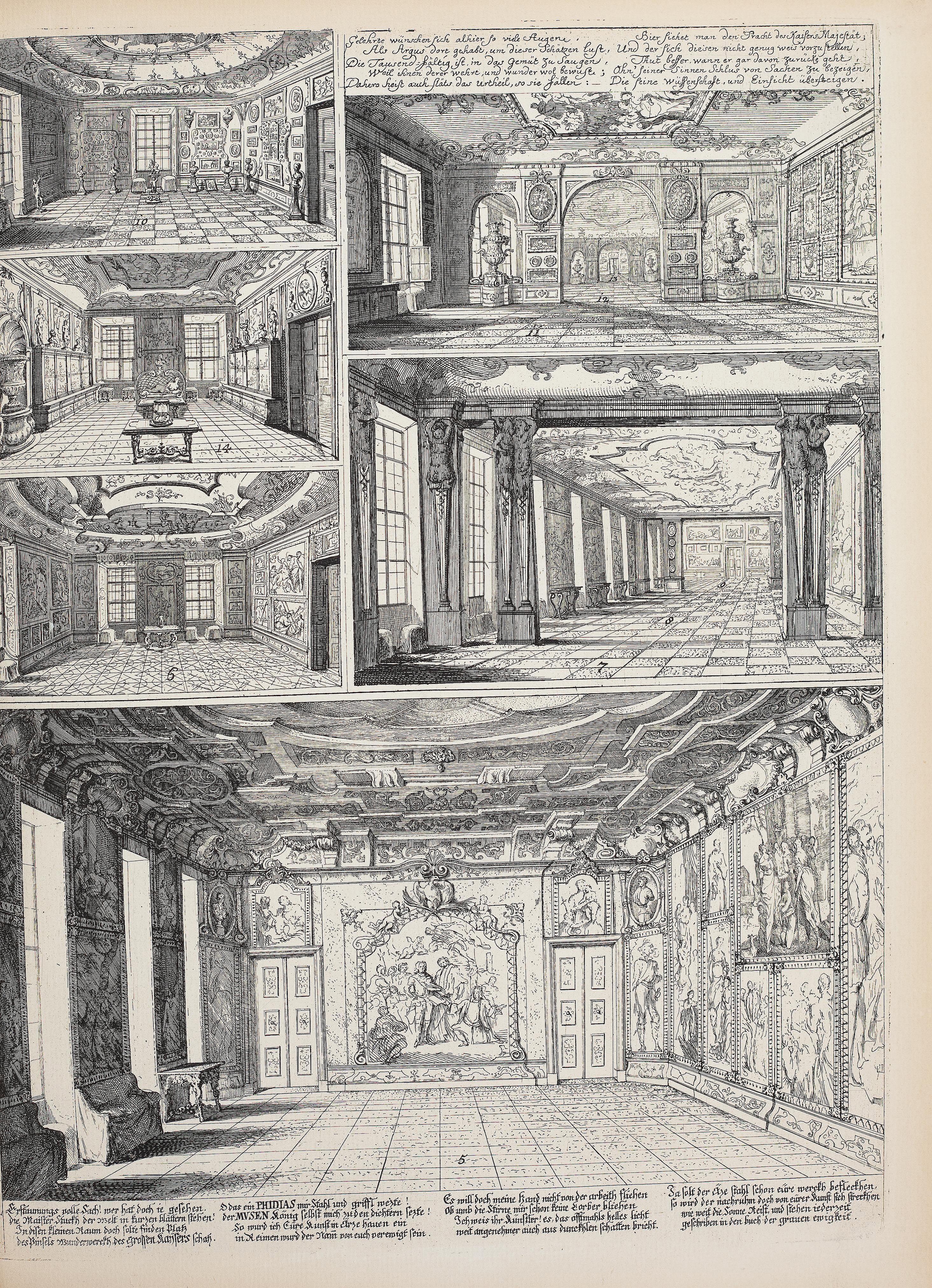
Vedute delle gallerie
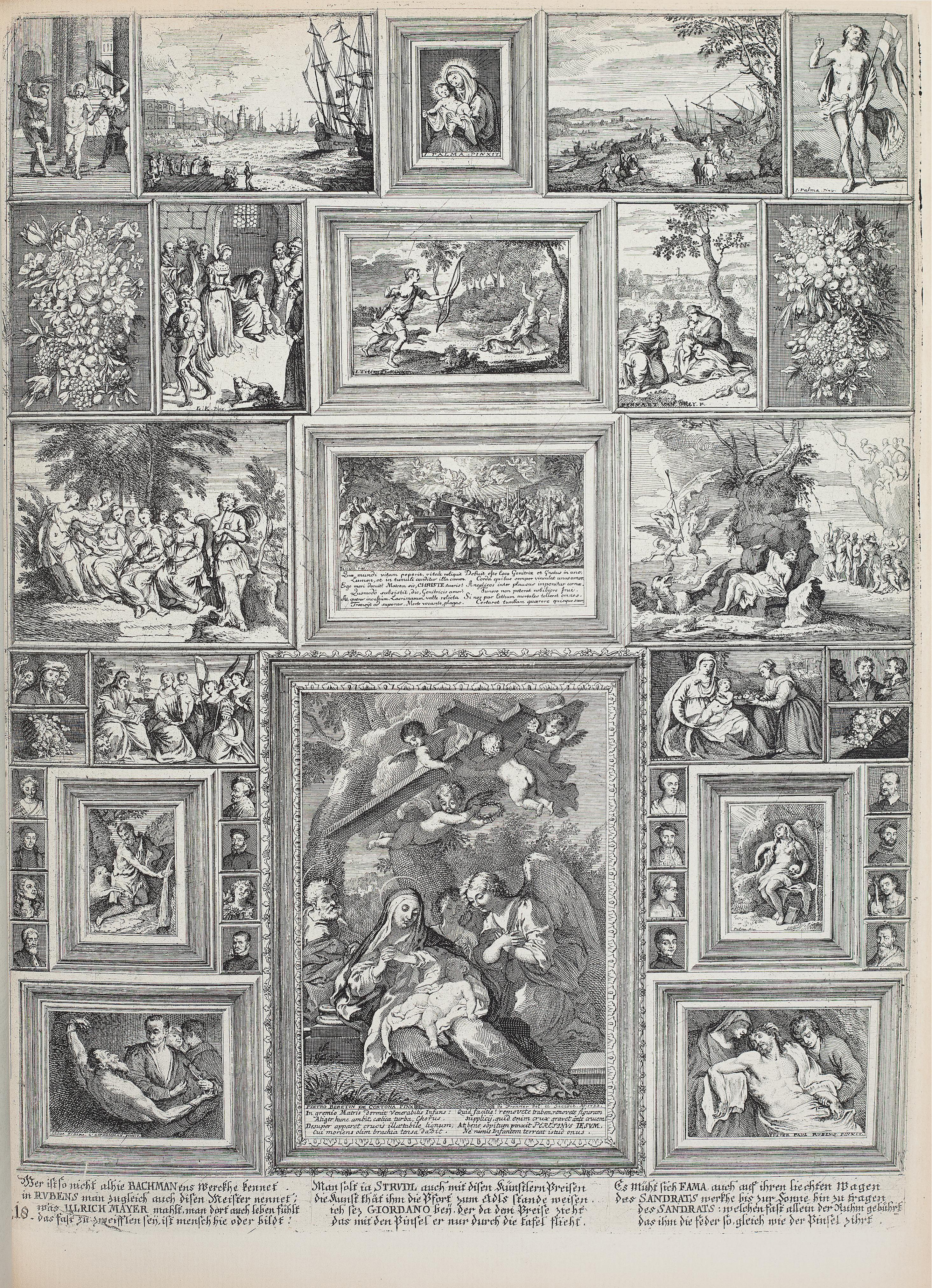
Tavola 21
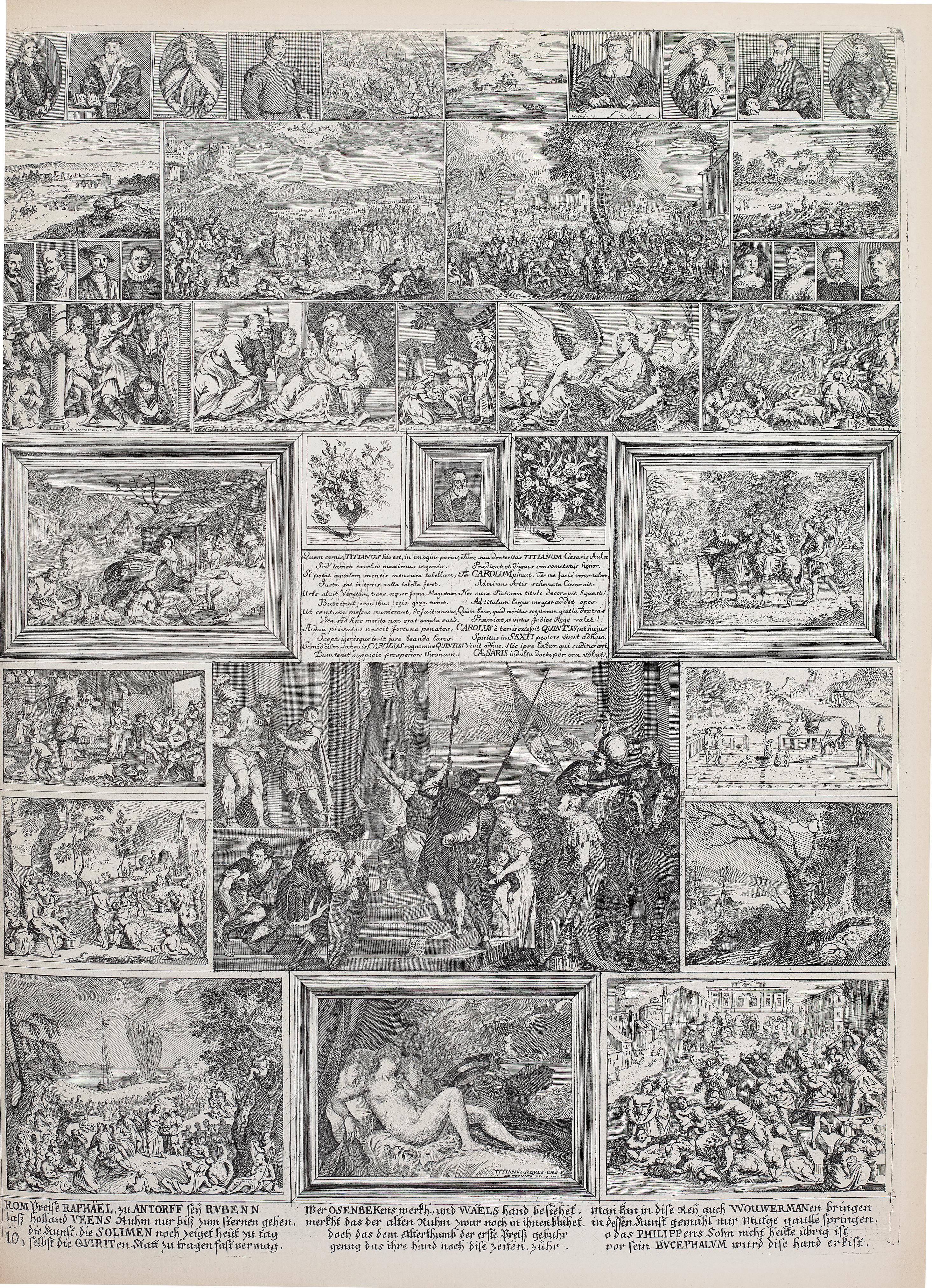
Tavola 14
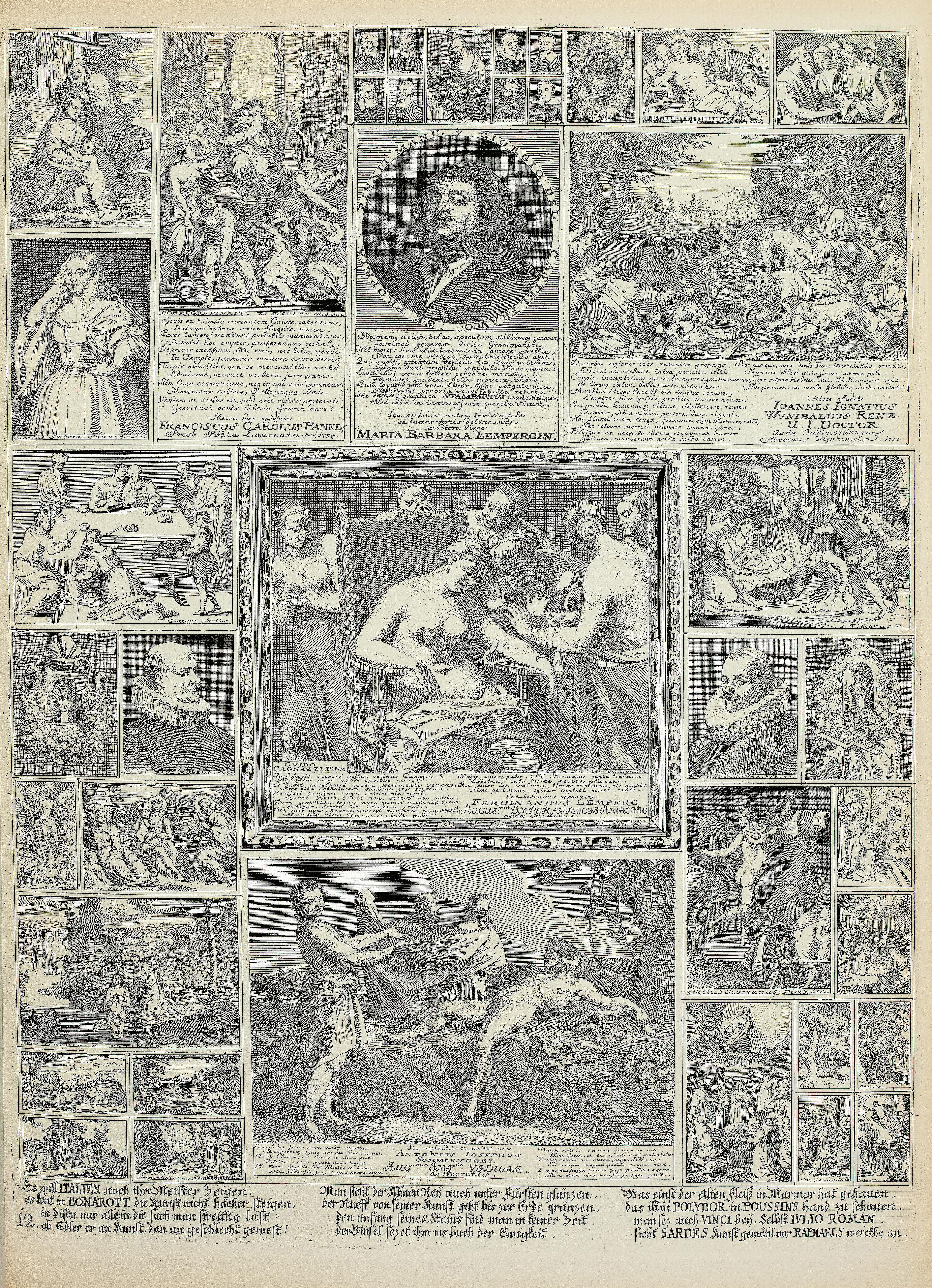
Tavola 16